# Macrodasys fornerisae
Macrodasys fornerisae is een buikharige uit de familie Macrodasyidae. Het dier komt uit het geslacht Macrodasys. Macrodasys fornerisae werd in 2004 voor het eerst wetenschappelijk beschreven door Todaro & Rocha. 